# Хто ти, вершнику?
«Хто ти, вершнику?» — радянський художній фільм 1987 року, знятий режисером Амангельди Тажбаєвим на кіностудії «Казахфільм».

## Сюжет
1920-ті роки. Англійська золотопромислова компанія на концесійних засадах розробляє золоті копальні в одному з прикордонних районів Казахстану. Скориставшись плутаниною громадянської війни, англійці споряджають караван золотом і відправляють його таємними стежками за кордон. У дорозі караван наздоганяє банда Єрали, котрий збирається зі своїми джигітами відкочувати до Китаю. Серед джигітів — Такир, що затаїв злість на свого ватажка за те, що він відібрав у нього прекрасну Айжан. Саме він і доставить золото до табору червоного командира Радченка.

## У ролях
- Джамбул Худайбергенов — Такир
- Куман Тастанбеков — Єрали (озвучив Валерій Рижаков)
- Ляйлім Єсімова — Айжан
- Леонід Ярмольник — Аллан Кейн
- Ментай Утепбергенов — Тлеп
- Михайло Свєтін — Радченко (озвучено іншим актором)
- Володимир Головін — Ренделл
- Даніяр Жаканов — Булат
- Дімаш Ахімов — Федя Базов
- Хусаїн Теміров — Жунус Байгожин, голова
- Жумабай Медетбаєв — дід Алімкул
- Касим Жакибаєв — мулла
- Юрій Карпенко — Петро, козак (озвучив Юрій Саранцев)
- Леонід Терьошин — полковник Назаров
- І. Бурков — осавул Сорокін
- Зейнулла Сетєков — епізод
- Марат Азімбаєв — епізод
- Д. Айманов — епізод
- Сарсен Баймуханов — епізод
- Тохтахун Бахтибаєв — епізод
- Байкенже Бельбаєв — епізод
- Сергій Бєльський — епізод
- Артур Ваха — Зайцев
- С. Воронцов — епізод
- Ураз Дюсенов — епізод
- Жанас Іскаков — епізод
- К. Іскакова — епізод
- Болат Калимбетов — епізод
- Аліайдар Каржауов — епізод
- В. Коновалов — епізод
- Бібіза Куланбаєва — епізод
- Даурен Медетбаєв — епізод
- Бікен Римова — епізод
- Юрій Сінін — епізод
- Уайс Султангазін — епізод

## Знімальна група
- Режисер — Амангельди Тажбаєв
- Сценаристи — Бахит Кілібаєв, Олександр Баранов
- Оператор — Марат Дуганов
- Композитор — Ескендир Хасангалієв
- Художник — Віктор Тихоненко